# Tomasz Łubieński
Pour les articles homonymes, voir Łubieński.
Tomasz Konstanty Łubieński, né le 18 avril 1938 à Varsovie (Pologne) et mort le 15 mars 2024, est un journaliste, écrivain, auteur dramatique, essayiste, polonais et rédacteur en chef du Nowe Książki (Lecture nouvelle).

## Biographie
Le 30 avril 2001, avec Kazimiera Szczuka et Witold Bereś et en compagnie de Paweł Dunin-Wąsowicz, Tomasz Łubieński présente en recommandant la lecture de livres d'auteurs dans le magazine littéraire sur la chaine TV (Telewizja Polska). Il est membre de l'association des écrivains polonais (Stowarzyszenie Pisarzy Polskich)

## Œuvres

### Prose, essais
- 1976 : Bić się czy nie bić?
- ? : Czerwono-białe (Rouge-blanc)
- 1989 : Norwid wraca do Paryża (Norwid revient à Paris)
- 1998 : M jak Mickiewicz (M comme Mickiewicz)
- ? : Pod skórą (Sous la peau)
- 2004 : Ani triumf, ani zgon (Sans gloire, la mort)

### Pièces de théâtre
- 1979 : Koczowisko (Bivouac)
- ? : Śmierć Komandora (La mort du Commandant)
- 2004 : Wszystko w rodzinie (Tous en famille)

### Émission radiophonique
- Magazine littéraire sur la chaine Telewizja Polska